# No Division
No Division es el cuarto álbum de estudio de Hot Water Music. Some Records lanzó este disco que fue grabado en Mirror Image Studios, Gainesville (Florida) en 1999. Walter Schreifels produjo No Division además de participar en los coros de varias canciones junto con Scott Sinclair, entre otros, el creador de las portadas de los discos de la banda.

## Listado de canciones
1. «SouthEast First» – 3:05
2. «Free Radio Gainesville» – 2:30
3. «Our Own Way» – 2:36
4. «It's Hard To Know» – 3:29
5. «At the End of a Gun» – 3:56
6. «No Division» – 2:05
7. «Jet Set Ready» – 3:37
8. «Rooftops» – 2:53
9. «Hit and Miss» – 3:57
10. «Driving Home» – 3:24
11. «In Song» – 3:23

## Créditos
- Chuck Ragan - cantante, guitarra
- Chris Wollard - cantante, guitarra
- Jason Black - bajo
- George Rebelo - batería